# Бисексуальное стирание

Флаг гордости бисексуалов

Бисексуальное стирание, бисексуальная невидимость или сокр. би-стирание — тенденция игнорирования и отрицания существования бисексуальности и бисексуальных людей.
Би-стирание может включать в себя утверждение, что все бисексуальные люди находятся в фазе поиска и вскоре выберут сторону, — гетеросексуальную или гомосексуальную. Одной из причин этого является вера в то, что бисексуалы нерешительны. Грубые искажения информации о бисексуалах как о гиперсексуальных людях стирает их истинные личности. Би-стирание также часто является проявлением бифобии, хотя оно не обязательно подразумевает явный антагонизм. Би-стирание часто приводит к тому, что идентифицирующие бисексуалы сталкиваются с различными неблагоприятными социальными связями, поскольку им приходится бороться не только с поиском признания в обществе, но и в ЛГБТ-сообществе.
Другой распространенный вариант би-стирания предполагает принятие бисексуальности у женщин, в то же время преуменьшая или отвергая обоснованность бисексуальной идентичности у мужчин.
Вопреки этому явлению охват и видимость бисексуалов увеличивается, особенно в ЛГБТ-сообществе.

## Причины

### Общие
По словам ученого Кэндзи Йошино, есть три основных мотива, которые побуждают как гомосексуалов, так и гетеросексуалов стирать бисексуальность из ЛГБТ-культуры. Первое — стабилизация сексуальной ориентации, которая, как утверждается, освобождает людей от беспокойства об «ориентации под вопросом». Эта мотивация укрепляет веру в то, что бисексуалы просто не определились со своей ориентацией и либо гомосексуальны, либо гетеросексуальны, а также изолирует, маргинализирует и делает бисексуалов невидимыми в ЛГБТ-сообществе. Второй мотивацией является поддержание важности привлекательности конкретного пола, что рассматривается эротически важным для гомосексуалов и гетеросексуалов, тогда как бисексуальность, по их мнению, бросает вызов этому понятию. Третьим мотивом является поддержание моногамии из-за того что мейнстримная культура отдаёт предпочтение парам, поддерживающим продолжительные отношения. Тем не менее, гомосексуалы и гетеросексуалы обычно полагают, что бисексуалы «немоногамны». Хуана Мария Родригес, соглашаясь с Йошино, добавляет, что бисексуальность разрушает традиционное понимание сексуальности и гендерной бинарности. Таким образом, бисексуальность неприемлят люди как мейнстримных, так и неординарных взглядов.
В статье 2010 года, написанной к 10-летию пьесы Йошино, Герон Гринсмит утверждает, что понятия бисексуальности фактически не существует в законе, даже за пределами преднамеренного стирания. Во-первых это связано с тем, что бисексуальность юридически не имеет отношения к истцам, которые, как предполагается, являются либо гетеросексуальными, либо гомосексуальными, если их сексуальность раскрывается; и во-вторых, когда бисексуальность имеет юридическое значение, она стирается в правовой культуре, поскольку она усложняет правовые аргументы, построенные на бинарной сексуальности.
Американский психолог Бет Файерстоун пишет, что с тех пор, как в 1996 году она написала свою первую книгу о бисексуальности, «бисексуальность приобрела заметный характер, хотя прогресс неравномерен, а осведомленность о бисексуальности все ещё минимальна или отсутствует во многих более отдалённых регионах нашей страны и за рубежом».

### Мужские причины

Символ мужской бисексуальности

Символ женской бисексуальности

Психиатр Ричард Фридман, специализирующийся на психодинамике гомосексуальности, пишет в своем эссе «Отрицание в развитии гомосексуальных мужчин», что многие геи имели сексуальные фантазии о женщинах или занимались сексом с женщинами, так же как и многие гетеро-мужчины имели сексуальные фантазии о мужчинах или занимались сексом с мужчинами. Несмотря на то, что они бисексуальны в фантазии и сексуальной практике, эти мужчины идентифицируют себя либо как геи, либо как гетеро, но не как бисексуалы. Такое стирание бисексуальности иногда вызвано пренебрежением значимости эротического взаимодействия для поддержания сексуальной идентичности человека и чувства общности; мужчина может преуменьшать свои сексуальные фантазии или связи с женщинами, чтобы сохранить свою идентичность «гея» и свое членство в гей-сообществе, либо по тому же принципу может преуменьшать сексуальные фантазии или связей с мужчинами, чтобы сохранить свой статус «гетеросексуала» в гетеронормативном обществе.
Специально для Bisexual.org автор и обозреватель Захари Зейн цитирует исследование, показывающее, что 20,7 % мужчин, идентифицированных как натуралы, смотрели гей-порно, и 7,5 % сообщили, что имели секс с мужчиной в течение последних шести месяцев, в то время как 55 % мужчин, идентифицированных как геи, смотрели порнографические материалы гетеросексуального характера и 0,7 % сообщили, что имели секс с женщиной в течение последних шести месяцев. Он утверждает, что некоторые из мужчин, самоидентифицирующиеся как гетеро, на самом деле являются геями или бисексуалами, но стирают свою бисексуальность из-за внутренней бифобии и отрицания, чтобы считаться гетеросексуалами в обществе. Указав на то, что большинство мужчин, идентифицированных как геи, смотрели гетеро-порнографию, но мало кто из них в последнее время вступал в половые акты с женщинами, он предполагает, что многие люди, самоидентифицирующиеся как геи, имеют сексуальные фантазии о женщинах, и в идеальных условиях были бы открыто бисексуальны и свободно вступали бы в половые контакты с женщинами, но общество заставляет геев «выбирать сторону», чтобы эти люди «впоследствии приняли сторону геев».
Бисексуальная писательница и активистка Робин Охс утверждает, что геи менее собственнические к своему «гей-ярлыку», чем лесбиянки к своему. Она утверждает, что существует меньше враждебности по отношению к би-мужчинам, которые идентифицируют себя как геи, чем к би-женщинам, которые идентифицируют себя как лесбиянки; что существует большая сексуальная текучесть между геями и би-мужчинами, и что, следовательно, больше мужчин, идентифицированных как геи, открыто признают, что их привлекают женщины и что они вступают с ними в половые связи. Тем не менее, Охс также утверждает, что многие би-мужчины идентифицируют себя как геи, чтобы политически присоединиться к гей-сообществу. Она утверждает, что поскольку открытое признание геями своей сексуальной ориентации перед обществом психологически трудно, многие не хотят публично объявлять себя во второй раз как бисексуалы. Существование мужской бисексуальности может угрожать некоторым геям, потому что это повышает вероятность того, что они сами могут быть бисексуалами.
Гей-активист Карл Виттман, пишущий в своей статье «Беженцы из Америки: манифест геев», утверждал, что геи должны идентифицировать себя как геи, а не как бисексуалы, даже если они вступают в половые связи с женщинами. Он заявлял, что геи могут открыто стать бисексуалами только после того, как общество примет гомосексуальность и писал[значимость факта?]:
«Бисексуальность — это хорошо. Это способность любить людей вне зависимости от их пола. Причина по которой столь немногие из нас считают себя бисексуалами заключается в том, что общество раздуло такую проблему из гомосексуальности, что нас заставили считать себя либо гетеро, либо геями. Кроме того, многие геи начинают диктовать, как мужчины должны вести себя с женщинами и наоборот, что ужасно. Геи начнут общаться с женщинами, когда 1) это то, что мы делаем, потому что хотим, а не потому что должны, и 2) когда раскрепощение женщин меняет природу гетеросексуальных отношений. Мы продолжаем называть себя геями, а не бисексуалами, даже если мы делаем ЭТО и с противоположным полом, потому что сказать „О, я Би“ — это компромат для гея. Нам говорят, что нормально спать с парнями, пока мы спим с женщинами, и это всё ещё подавляет гомосексуальнось. Мы будем геями, пока все не забудут, что это проблема. Тогда мы начнём становиться полноценно самими собой.»

— Беженцы из Америки: манифест геев I.3

## В гетеро-сообществе и в ЛГБТ-сообществе
Гетеро-мужчины и геи, занимающиеся би-стиранием, могут утверждать, что бисексуалы являются либо исключительно гомосексуальными (геями/лесбиянками), либо исключительно гетеросексуальными, закрытыми геями или лесбиянками, которые пытаются походить на гетеро-людей, или гетеро, которые экспериментируют со своей сексуальностью. Распространенным проявлением стирания бисексуальности является тенденция к тому, что бисексуалов называют гетеросексуалами, когда они встречаются с людьми противоположного пола и помечают их как гомосексуалов когда они встречаются с людьми того же пола.
Стирание бисексуалов может быть связано с убеждением, что би-сообщество не заслуживает равного статуса или включения в квир-сообщество. Это может принять форму пропуска слова «бисексуалы» в названии организации или мероприятия, которое служит всему ЛГБТ-сообществу, подразумевая, что есть только две подлинные сексуальные ориентации, или рассматривая предмет бисексуальности уничижительным образом.
Исторически сложилось так, что лесбийские феминистские круги называли свою бисексуальность «аполитичным отговоркой». Би-женщин считают «недостаточно радикальными» из-за их влечения к цис-мужчинам. Родригес утверждает, что бисексуальность считалась антифеминисткой многими лесбиянками из-за подразумеваемых «желаний проникновения, сексуального доминирования и подчинения» и гендерных ролей. Бисексуальное притворство и стирание со стороны сообщества может быть не таким открытым и распространенным сегодня, но идентификация женщиной себя как бисексуалки может всё же привести к исключению и стиранию во многих лесбийских пространствах.
В 2013 году в исследовании, опубликованном в Журнале бисексуальности, были опрошены тридцать человек, которые идентифицировались себя как часть ЛГБТ-сообщества и их личный опыт «выхода из шкафа». Десять из этих людей сообщили, что сначала они заявили о ярлыке бисексуальности, а затем снова «стали» лесбиянками или геями.
Теория, появившаяся в этом исследовании, ввела понятие «странного апологетизма», в котором пытаются примирить их однополое влечение с социальной нормой гетеросексуальности.
Бисексуалы были упущены из виду в однополых браках: там, где однополые браки являются незаконными, те, кто за них выступает, не смогли подчеркнуть несоответствия брачных законов в отношении бисексуалов, чье право на брак зависит исключительно от пола их партнера. Во-вторых, когда возможен однополый брак, бисексуальный партнер обычно упоминается как лесбиянка или гей. Например, Робин Охс, одна из первых вступивших в однополый брак в Америке, широко упоминалась в СМИ как лесбиянка, несмотря на то, что в интервью она называлась бисексуалкой.
В течение многих лет у Литературной Премии «Лямбда» не было категории для бисексуальных литературных произведений, которая была окончательно учреждена в 2006 году после лоббирования со стороны BiNet USA. Хотя некоторые работы, связанные с бисексуальностью, такие как антология «Би любое другое имя: бисексуальные люди говорят», были номинированы на награды до создания би-категорий, они соревновались в категориях геев или лесбиянок.

## В научном сообществе

### Теории
Были разработаны альтернативные подходы к понятию бисексуальности, которые расширяют определение сексуальной идентичности от «того или иного» менталитета до «того и другого». Джене Уайлд представляет идею того, что она называет «размерной сексуальностью», в статье О сексуальной терапии и терапии отношений, теоретической структуре, в которой пол не является основным фактором сексуального влечения, скорее это одна из многих осей. Эти другие оси притяжения могут включать в себя стремление к моногамии или полиамории, а также изменчивость желания разного пола у партнера с течением времени. Уайльд использует свою структуру, чтобы расширить масштаб сексуальной идентичности от простого бинарного спектра от «однополого» до «бисексуального» и установить отношения между этими идентичностями; эти отношения не оттолкнули бы людей без единого «неподвижного объекта» притяжения.
Такие точки зрения, как у Уайльда, применялись такими учеными, как Лора Эриксон-Шрот и Дженнифер Митчелл к произведениям поп-культуры и литературы; Стивен Ангелидис также выпустил книгу о месте бисексуальности в исследованиях и общественной осведомленности на протяжении всей истории, используя аналогичную систему. Обе пьесы нацелены на то, чтобы добиться более инклюзивного чтения сексуальности и предусмотреть переопределение литературных фигур и реальных людей как бисексуалов, а не продолжать предполагать, что любая однополая деятельность, явная или подразумеваемая, является гомосексуальной, а любая противоположная активность гетеросексуальная.
Примером точки зрения, сходной с точкой зрения Уайльда, является чтение Д. С. Неффом «Паломничества Чайлда Гарольда» лорда Байрона, в котором говорится, что в поэме упоминаются «наложницы и плотские компаньоны», а также более поздние части работы; Нефф считает, что эти двусмысленности означают, что главный герой имел среди любовников как мужчин, так и женщин. Это бисексуальное изображение поддерживается благодаря общению Байрона с бисексуалами и культуре его литературных филиалов в Кембридже, которая потворствует этим взаимодействиям в разгар моральной паники 19-го века вокруг однополых желаний.
В статье Эриксона-Шрота и Митчелла за 2009 год, опубликованной в Журнале бисексуальности, проводится аналогичный анализ романов «Тайнопись плоти» Джанет Уинтерсон и «Колодец одиночества» Рэдклифф Холл. Авторы утверждают, что бисексуальный опыт существовал на протяжении всей истории человечества, и хотя он только недавно был признан в квир-кругах, он никоим образом не является исключительно современным явлением.
Существуют также интерпретации литературы, которые фокусируются на символических выражениях бисексуальности, а не на её явном упоминании. Анализ Линдой К. Хьюзом пьесы Александра Смита «Жизнь-драма» подтверждает нетипичную природу гетеросексуального ухаживания в стихотворении вместо романтики «интимной дружбы» главного героя с другим мужчиной. Другие анализы используют подтекстовые практики и общие аллюзии викторианского периода XIX века, которые ссылались на бисексуальность или гомосексуальность, чтобы показать наличие бисексуальных тем в «Дракуле» Брэма Стокера и «Поворот винта» Генри Джеймса.

### В академической литературе
Бисексуальные люди в значительной степени игнорировались в научной литературе. Хеммингс утверждает, что бисексуальное стирание имеет важное значение в квир-исследованиях, чтобы лесбиянки и геи оставались основными объектами изучения. Бисексуалы часто включаются в список ЛГБТ+ в академических исследованиях. Тем не менее, данные, относящиеся к бисексуалам, отсутствуют. Исторически ученые начали изучать бисексуалов в связи с ВИЧ и СПИДом Эти исследования внесли свой вклад в мифологию о том, что бисексуалы имеют больше шансов на передачу ВИЧ и СПИДа.

### В школах
Все больше западных школ в рамках секс-просвета рассказывают не только о гетеросексуальности, но и о гомосексуальности. Поддержка геев и лесбиянок пришла в государственные школы в форме гей-альянсов (GSA). По словам Джона Элии, это может нанести вред студентам, которые не отождествляют себя ни с одной из этих сексуальностей. Мелисса Смит и Элизабет Пэйн утверждают, что есть несколько случаев, когда преподаватели молчали, когда дело доходит до издевательств над ЛГБТ-студентами.

## В медиа

### Общее

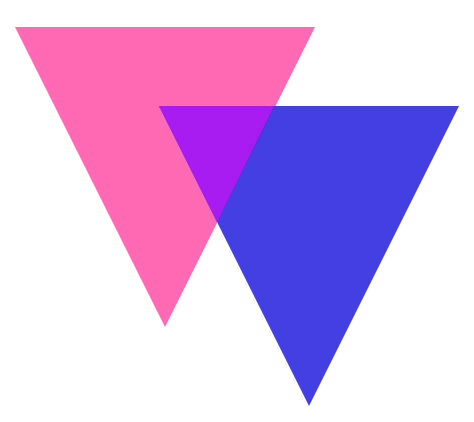
Пересекающиеся треугольники, один из символов бисексуальности

Некоторые СМИ изображают бисексуальное поведение в древних и не западных культурах, таких как древнегреческая педерастия или индейские бердаши, как доказательство того, что гомосексуальность была широко принята в другие времена и других культурах, они также могут рассматриваться как доказательство существования и принятия бисексуальности.
Как в гомо-ориентированных, так и в остальных СМИ лица, которые сохранили свою сексуальную идентичность неизвестной, изображались либо геями (если мужчины), либо гетеро (если женщины), когда они вступали в романтические или сексуальные отношения как с мужчинами, так и с женщинами. То же самое произошло даже с женщинами, которые открыто идентифицируют себя как бисексуалок. Брак Ани ДиФранко в 1998 году с Эндрю Гилкристом в гомосексуальных и общедоступных СМИ изображался как отказ от лесбиянства, даже несмотря на то, что она была бисексуальной с самого начала своей карьеры. В 2013 году британский олимпийский пловец Том Дейли назвал себя бисексуалом, после чего несколько источников в СМИ поддержали его решение рассказать миру о своей сексуальности, но назвали его «геем» вместо того, что бы процитировать его заявление. Мадонна назвала себя бисексуалкой в интервью и часто участвовала в публичных актах однополой близости с другими женщинами-знаменитостями, но, как правило, СМИ изображают её как гетеросексуальную женщину, которая балуется лесбийскими образами ради чистого шока. Леди Гага иногда упоминается как «лесбиянка» или «натуралка» в СМИ, несмотря на её публичное заявление о своей бисексуальности. Фредди Меркьюри, который, согласно его некрологу, был «признанным бисексуалом», часто изображается геем в основных СМИ.
СМИ в обоих сообществах также часто ссылаются на сообщество «геев и лесбиянок», игнорируя бисексуальных и/или трансгендерных людей. Также были примеры средств массовой информации, которые ссылались на проблемы «лесбиянок, геев и транс-людей», хотя по-прежнему исключали или игнорировали бисексуальное сообщество.
Би-женщины подвержены как гипервидимости, так и стиранию. Би-женщины перепредставлены в порнографии, реалити-шоу и музыкальных клипов как часть мужского взгляда. Бисексуальность стереотипно подразумевает чувство неконтролируемого сексуального влечения.

### Телевидение
30 декабря 2009 года MTV представили свой 23-й сезон шоу The Real World, с участием двух бисексуальных участников, Эмили Шромм, и Майка Мэннинга. Хотя Мэннинг сам считает себя бисексуалом, многие блогеры и комментаторы в блогах утверждали, что он на самом деле гей. Кроме того, в то время как закулисное MTV Aftershow и последующее интервью показали, что и Мэннинг, и Шромм встречались как с мужчинами, так и с женщинами во время шоу, шоу было отредактировано так, чтобы казалось, что они были только с мужчинами.

## Стирание из прав ЛГБТ и в судебных разбирательствах
Лица, идентифицирующие себя как бисексуалы, отсутствовали в разговорах о правах ЛГБТ и судебных разбирательствах. Примеры включают раннее использование термина «гомосексуальные браки» в противоположность «однополым бракам» или «равенству в браке», а также отсутствие признания бисексуальности в сводках или мнениях, вынесенных судами. Исследование соответствующей терминологии по делам о правах ЛГБТ показало, что, за исключением краткого периода в истории Верховного суда США, когда бисексуалы упоминались вместе с геями и лесбиянками, бисексуальность не упоминалась в заключениях Верховного суда или кратких обзорах по основным делам о правах ЛГБТ, которые часто описывают геев и лесбиянок как исключительно подверженных дискриминации по признаку сексуальной ориентации.
Хотя суды начали все чаще использовать термин «однополые» в судебных процессах с участием групп сексуальных меньшинств, этот термин по-прежнему используется взаимозаменяемо с геями/лесбиянками и гомосексуальными людьми, что приводит к стиранию бисексуальных людей. Нэнси Маркус использует монументальное дело Обергефелл против Ходжеса, которое предоставило права на однополые браки, в качестве примера почти полного стирания бисексуальности, несмотря на взаимодействие с юридической командой истцов и такими юридическими организациями, как BiLaw. Это важно в правовой системе США, когда право разрабатывается на основе прецедентного случая, поскольку отсутствие упоминания бисексуальной идентичности в правовых решениях подразумевает «вторичный» статус би-людей в ЛГБТ-сообществе, при этом судебная власть, похоже, дает согласие на отчисление бисексуальности до более низкого или полностью игнорируемого статуса.
Маркус заявляет, что недопонимание и стирание бисексуальности в рамках правовой системы США наносит ощутимый ущерб бисексуальным сторонам судебного разбирательства, включая повышенную вероятность потери родительских прав и вероятность отказа в предоставлении убежища от стран, не защищающих права ЛГБТ. Вопросы опеки возникают из-за убеждения, что бисексуалы слишком нестабильны, чтобы быть родителями, в то время как бисексуалы, ищущие убежища в странах, враждебных по отношению к ЛГБТ-людям, рассматриваются с подозрением, в том числе из-за того, что они «недостаточно гомосексуальны». Это связано с распространенным в юридическом сообществе предположением о том, что человека может привлекать только один пол; следовательно, бисексуальный проситель убежища с большей вероятностью будет считаться мошенником.

#### Книги
- Фрейзер, Мариам (1999). Идентичность без самости: Симона де Бовуар и бисексуальность (1-е изд.). Кембридж и Нью-Йорк: издательство Кембриджского университета. С. 124—140. ISBN 978-0521623575,
- Каахуману, Лани; Хатчинс, Лорейн, ред. (2015). Другое имя би: высказывания бисексуальных людей (2-е изд.). Нью-Йорк: Ривердейл Авеню Букс. ISBN 978-1626011991,